# Praia Brava (Florianópolis)
A Praia Brava é um bairro nobre situado ao norte da ilha de Santa Catarina, no município de Florianópolis, capital do estado brasileiro de Santa Catarina e oferece uma água limpa e cristalina, além de belezas naturais e ótimas ondas para o surf e bodyboarding.
A areia é fina, amarela e macia. Possui cerca de 1,5 quilômetro de extensão e faixa de areia que varia entre 25 e 80 metros. É composta por condomínios de edifícios de alto padrão que ficam de frente para o mar e também por excelentes casas as quais ficam próximas do mar e possuem ótima localização em relação aos bares e restaurantes da praia. Durante a alta temporada, a praia recebe muitos jovens em busca de diversão, pois lá se realizam eventos com DJs e bandas. 
O local também é reduto de surfistas, as ondas criam um ambiente perfeito para a prática deste esporte.
- Distância do Centro: 25 km
- Distância do aeroporto:37 km
- Praias próximas: Ingleses, Ponta de Canas, Lagoinha do Norte.

## Galeria

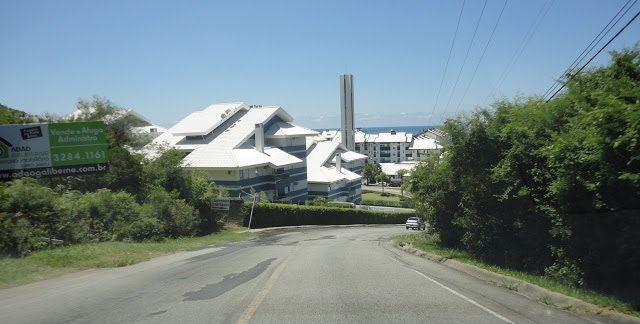
Entrando no bairro

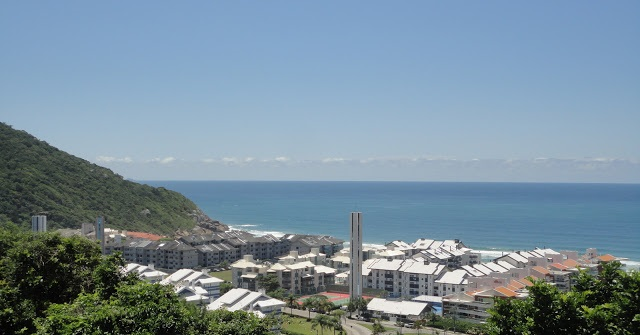
Vista do Mirante da Brava